# Todter Mann
Der Todte Mann ist ein 582,2 m hoher Berg im Ruhlaer Forst im Wartburgkreis in Thüringen.
Der Todte Mann befindet sich am Rennsteig, etwa 2 Kilometer westlich der Ortsmitte von Ruhla. Der Name ist dem mittelalterlichen Bergbau entlehnt und bedeutet „Halde mit taubem (wertlosem) Gestein“. Am Berg hatte demzufolge ein Bergwerksunternehmen Erze gefördert und die Abraumhalde gab dem Forstort einen markanten Namen.
Zum Höhenzug gehört auch der nördlich vorgelagerte Sporn
- Wachstein (⊙ 530 m ü. NN)

Am Wanderweg zum Wachstein – der Nordspitze des Berges mit dem Felsen „Grebestein“ trifft man auf das Denkmal für den Eisenacher Forstbeamten Schmidt-Burgk und direkt am Grebestein auf die Gedenktafel für Carl Grebe, der diese Forstabteilung mit aufgebaut hat.
Der kürzeste Zugang von Ruhla erfolgt durch den „Lappengrund“ und führt am Platz des ehemaligen Forsthauses „Hubertushaus“ vorbei, das vor dem Zweiten Weltkrieg eine beliebte Ausflugsgaststätte war.